# Island Games 2015
Gli Island Games 2015 si sono svolti nell'isola di Jersey dal 27 giugno al 3 luglio 2015. Si è trattata della seconda occasione nella quale l'isola ha ospitato i Giochi, dopo averlo già fatto nel 1997.
L'evento, durato una settimana, ha visto più di 3000 atleti da 24 isole competere in 15 discipline diverse. La mascotte ufficiale di questa edizione è stata un gorilla chiamato Indigo che vive al Durrell Wildlife Park di Trinity, Jersey.

## Isole partecipanti
- Isole Åland
- Alderney
- Bermuda
- Isole Cayman
- Isole Falkland
- Fær Øer
- Frøya
- Gibilterra
- Gotland
- Groenlandia
- Guernsey
- Hitra
- Isola di Man
- Isola di Wight
- Jersey
- Minorca
- Isole Orcadi
- Rodi
- Saaremaa
- Sark
- Isole Shetland
- Sant'Elena, Ascensione e Tristan da Cunha
- Ebridi Esterne
- Anglesey Ynys Môn

## Sport

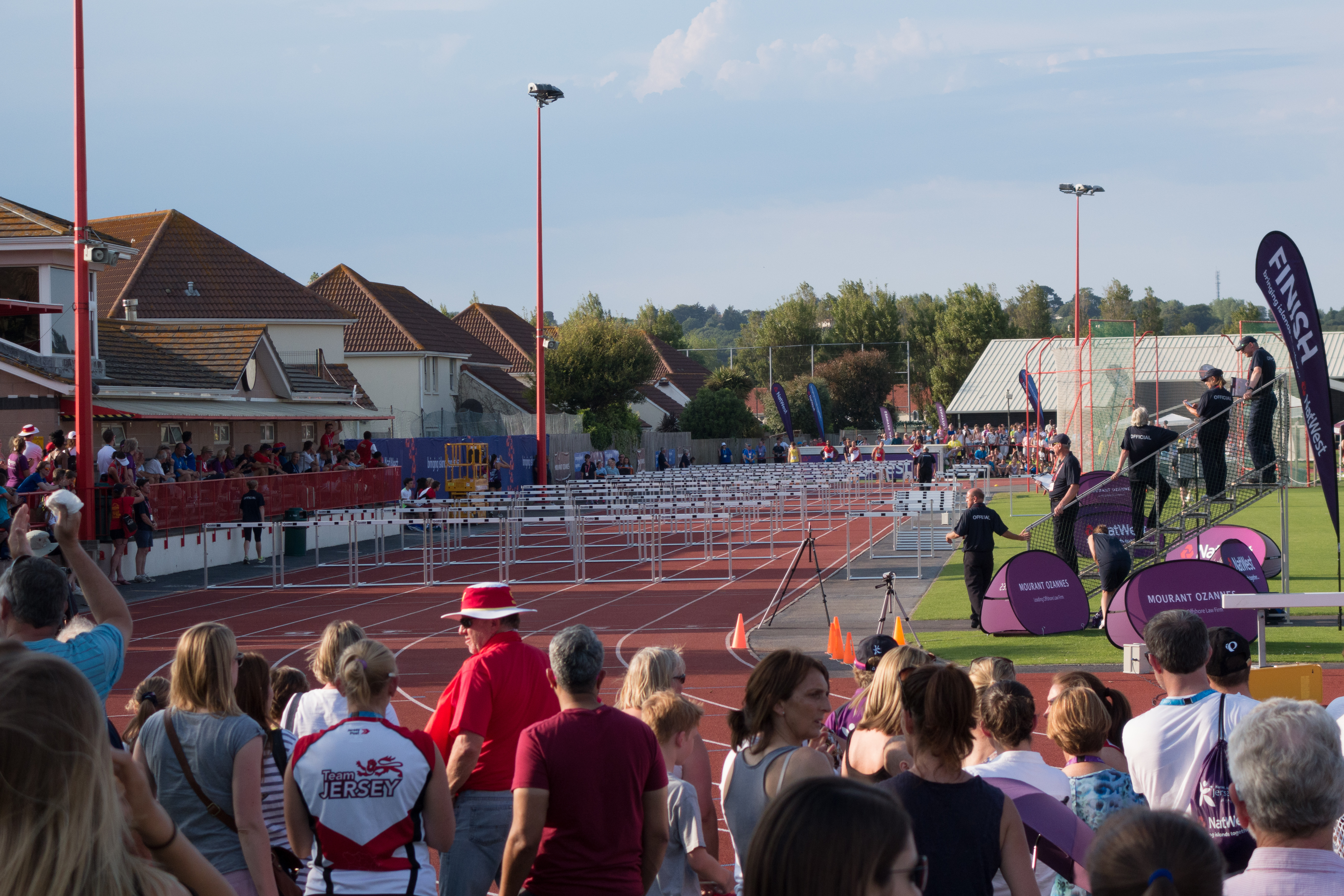
110m hurdles men finals at FB Fields on 30 June 2015.

Tra parentesi è indicato il numero di medaglie assegnato in ogni sport.
- Tiro con l'arco (14)
- Atletica leggera (40)
- Badminton (6)
- Pallacanestro (M - F)
- Ciclismo (20)
  -  Mountain biking (8)
  -  Ciclismo su strada (4)
  -  Prova a tempo (4)
  -  Town centre criterium (4)
- Calcio (2)
- Golf (2)
- Ginnastica (24)
- Windsurf (2)
- Vela (5)
- Tiro a segno (69)
- Nuoto (43)
- Tennistavolo (6)
- Tennis (7)
- Triathlon (4)
- Pallavolo
  -  Beach volley (2)
  -  Pallavolo (2)
- Windsurfing (4)

Tiro con l'arco e tennis tavolo ritornano come discipline ai Giochi, prendendo il posto di squash e ginnastica.

## Medagliere
Medagliere finale.
| Posiz. | Nazione                                   | Oro | Argento | Bronzo | Totale |
| ------ | ----------------------------------------- | --- | ------- | ------ | ------ |
| 1      | Jersey                                    | 50  | 54      | 29     | 133    |
| 2      | Isola di Man                              | 34  | 27      | 29     | 90     |
| 3      | Guernsey                                  | 28  | 25      | 42     | 95     |
| 4      | Fær Øer                                   | 18  | 18      | 24     | 60     |
| 5      | Gotland                                   | 17  | 8       | 16     | 41     |
| 6      | Isole Cayman                              | 14  | 11      | 8      | 33     |
| 7      | Isola di Wight                            | 10  | 13      | 12     | 35     |
| 8      | Saaremaa                                  | 7   | 9       | 4      | 20     |
| 9      | Ebridi Esterne                            | 7   | 6       | 5      | 18     |
| 10     | Isole Shetland                            | 6   | 8       | 9      | 23     |
| 11     | Gibilterra                                | 6   | 5       | 6      | 17     |
| 12     | Bermuda                                   | 5   | 7       | 4      | 16     |
| 13     | Ynys Môn                                  | 5   | 0       | 3      | 8      |
| 14     | Isole Åland                               | 3   | 9       | 12     | 24     |
| 15     | Minorca                                   | 3   | 6       | 6      | 15     |
| 16     | Hitra                                     | 2   | 3       | 4      | 9      |
| 17     | Sark                                      | 1   | 1       | 2      | 4      |
| 18     | Rodi                                      | 1   | 1       | 0      | 2      |
| 19     | Groenlandia                               | 1   | 0       | 0      | 1      |
| 20     | Isole Orcadi                              | 0   | 2       | 3      | 5      |
| 21     | Isole Falkland                            | 0   | 2       | 0      | 2      |
| 22     | Sant'Elena, Ascensione e Tristan da Cunha | 0   | 0       | 1      | 1      |
| 23     | Alderney                                  | 0   | 0       | 0      | 0      |
| 23     | Frøya                                     | 0   | 0       | 0      | 0      |
| Total  | Total                                     | 218 | 215     | 219    | 652    |